# F-League
La F-League, conosciuta anche come Hummel F-League per motivi di sponsor, è il massimo campionato di calcio a 5 in Australia.

## Storia
La prima edizione, a cui presero parte appena sei squadre, è stata disputata nel 2011 ; negli anni successivi la Lega è cresciuta arrivando a 8 squadre.

## Squadre
- Boomerangs F.S.
- Dural Warriors
- East Coast Heat
- Jaguars FSC
- Melbourne City FC
- Sydney Scorpions
- St. Albans Strikers FC
- Vic Vipers Futsal

## Albo d'oro
| Year | Primo posto    | Secondo posto   | Vincitore finali | Secondo posto      |
| ---- | -------------- | --------------- | ---------------- | ------------------ |
| 2011 | Maccabi Hakoah | Inner City FC   | Maccabi Hakoah   | St Albans Strikers |
| 2012 | Dural Warriors | East Coast Heat | n/a              | n/a*               |
| 2013 | Vic Vipers     | Dural Warriors  | Vic Vipers       | Dural Warriors     |
| 2014 | Dural Warriors | East Coast Heat | Dural Warriors   | East Coast Heat    |

- Non sono state disputate le finali nel 2012.